# Kazimierz Natanson
Kazimierz Eryk Natanson (ur. 22 sierpnia 1853 w Warszawie, zm. 10 czerwca 1935 tamże) – prawnik, bankier, działacz społeczny, prezes Banku Handlowego, wolnomularz, członek Rady Centralnego Związku Polskiego Przemysłu, Górnictwa, Handlu i Finansów w 1920 roku.

## Życiorys
Urodził się jako syn Henryka i Józefy z Mayów. Miał rodzonego brata Józefa Eryka oraz ośmioro przyrodniego rodzeństwa, spośród którego wyróżnił się Antoni Eryk, ginekolog.
Był współwłaścicielem banku założonego przez dziadka, Samuela, pod firmą S. Natanson i Synowie. Był członkiem zarządu i prezesem Banku Handlowego w Warszawie. W latach 1897–1917 był członkiem komitetu Giełdy Warszawskiej, a w 1917 objął stanowisko prezesa tego komitetu.
Był członkiem Zarządu utworzonego w 1906 roku w Królestwie Kongresowym Towarzystwa Kultury Polskiej. W roku 1906 reprezentował Związek Postępowo-Demokratyczny w Pierwszej Dumie. Członek Tymczasowej Rady Stanu oraz (od 28 sierpnia 1917) – członek jej komisji przejściowej. 
Był założycielem dziennika „Nowa Polska”.
Był żonaty z Bronisławą Kempner, z którą miał pięcioro dzieci: Jana (1883–1969, historyka i geografa), Juliusza Natansona-Leskiego (1884–1953, inżyniera chemii, ojca Kazimierza i Anny Leskich), Zofię (1885–1955, żonę Juliusza Germana), Józefę (ur. 1886) i Bronisławę (1890–1894).